# Vehículo aéreo no tripulado

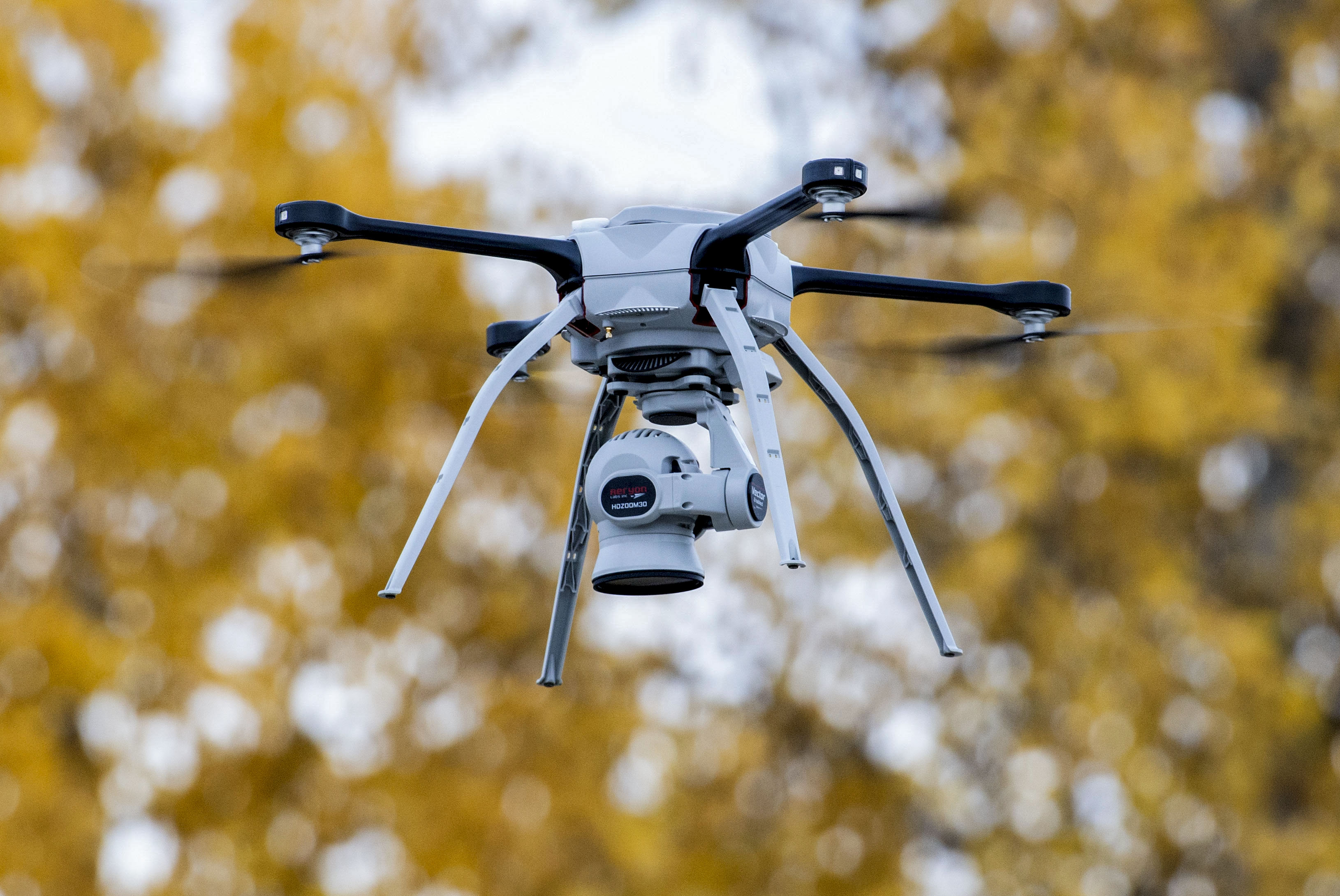
Dron moderno

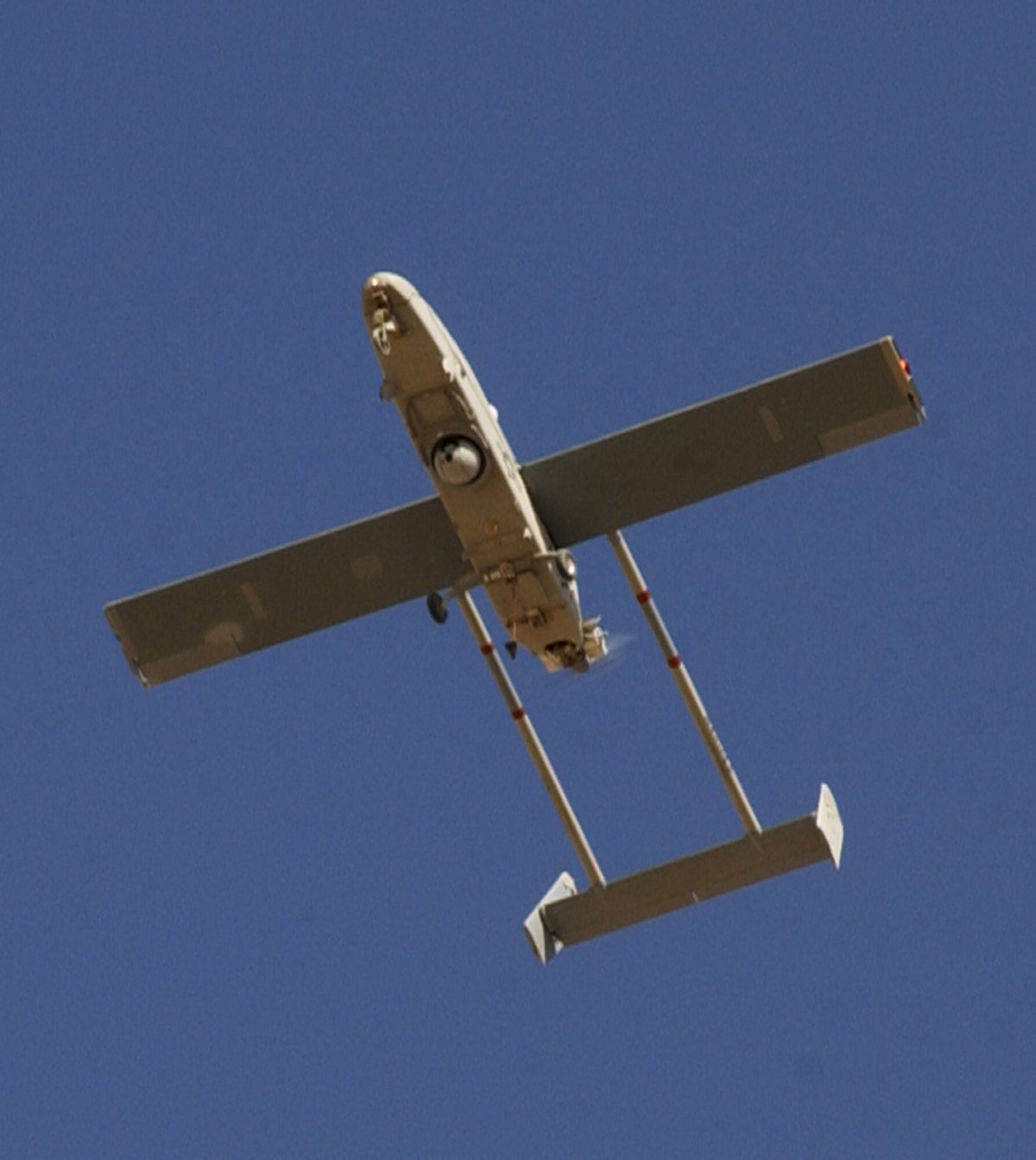
UAV Pioneer en misión de vigilancia sobre Irak.

Un vehículo aéreo no tripulado (VANT), UAV (del inglés unmanned aerial vehicle), más apropiadamente RPAS (del inglés Remotely Piloted Aircraft System), comúnmente conocido como dron, hace referencia a una aeronave que vuela sin tripulación, la cual ejerce su función remotamente. Un VANT es un vehículo sin tripulación, reutilizable, capaz de mantener de manera autónoma un nivel de vuelo controlado y sostenido, y propulsado por un motor de explosión, eléctrico o de reacción.
El diseño de los VANT tiene una amplia variedad de formas, tamaños, configuraciones y características. Históricamente surgen como aviones pilotados remotamente, aumentando a diario el empleo del control autónomo de los VANT. Existen dos variantes: los controlados desde una ubicación remota, y aquellos de vuelo autónomo a partir de planes de vuelo preprogramados a través de automatización dinámica.
Existen VANT de uso tanto civil como comercial, pero sus primeros desarrollos fueron en aplicaciones militares, en este caso llamados Vehículos Aéreos de Combate No Tripulados —UCAV en sus siglas en inglés—. Los misiles de crucero no son considerados VANT, ya que aunque son vehículos no tripulados y a veces guiados remotamente, el propio vehículo del misil es un arma no reutilizable. En ese sentido, las aeronaves controladas remotamente (aeronaves radiocontroladas o aeronaves R/C) no se consideran como VANT, al no ser sistemas autónomos que puedan operar sin intervención humana durante su funcionamiento en la misión; es decir, pueden despegar, volar y aterrizar automáticamente.
Con la progresiva popularización del uso civil de los drones sus aplicaciones varían, ampliándose el número de consumidores más allá del terreno militar. Este crecimiento tan acusado ha llevado a que emerjan cada vez más empresas para beneficiarse de este nicho de mercado, tales como Syma o DJI.
Actualmente, los VANT militares realizan tanto misiones de reconocimiento como de ataque. Si bien se ha informado de muchos ataques de drones con éxito, también son susceptibles de provocar daños colaterales y/o identificar objetivos erróneos, como otros tipos de arma. Los VANT se emplean asimismo en un creciente número de aplicaciones civiles, como en labores de lucha contra incendios o seguridad civil, como la vigilancia de los oleoductos. El uso de vehículos aéreos no tripulados se prefiere en misiones que sean muy repetitivas, aborrecibles, peligrosas y/o caras (en cuanto al costo humano) para utilizar aviones tripulados.

## Etimología
La denominación vehículo aéreo no tripulado o VANT proviene del inglés Unmanned Aerial Vehicle, de siglas UAV. Es también muy usada la denominación sistema aéreo no tripulado, del inglés Unmanned Aerial System y de siglas UAS.
Más extendido es el término dron, recogido en la 23.ª edición del Diccionario de la lengua española, derivado por asimilación del inglés drone, que literalmente significa zángano, siendo su forma plural regular en español drones. Al tratarse de una adaptación al español, no es preciso destacarla con cursivas ni comillas. Con este término se designan diversos tipos de vehículos aéreos no tripulados. En una primera etapa, este término aludía a aparatos básicamente de uso militar y con aspecto similar al de un avión, por lo que se extendió como alternativa al término procedente del inglés la expresión avión no tripulado, que puede considerarse adecuada en muchos casos. No obstante, en los últimos tiempos han surgido otros vehículos que apenas guardan semejanza con los aviones. Para ellos pueden emplearse expresiones más genéricas como vehículos aéreos no tripulados o robots voladores, según los casos. Si, en todo caso, se prefiere utilizar el término original en inglés drone (terminado en -e), lo apropiado es resaltarlo en cursiva o entre comillas por tratarse entonces de un extranjerismo no adaptado.
Otras alternativas usadas por las fuentes son aeronave no pilotada o aeronave no tripulada y RPAS, que proviene de las siglas en inglés Remotly Piloted Aircraft System y es aceptado por la Organización de Aviación Civil Internacional.

## Historia

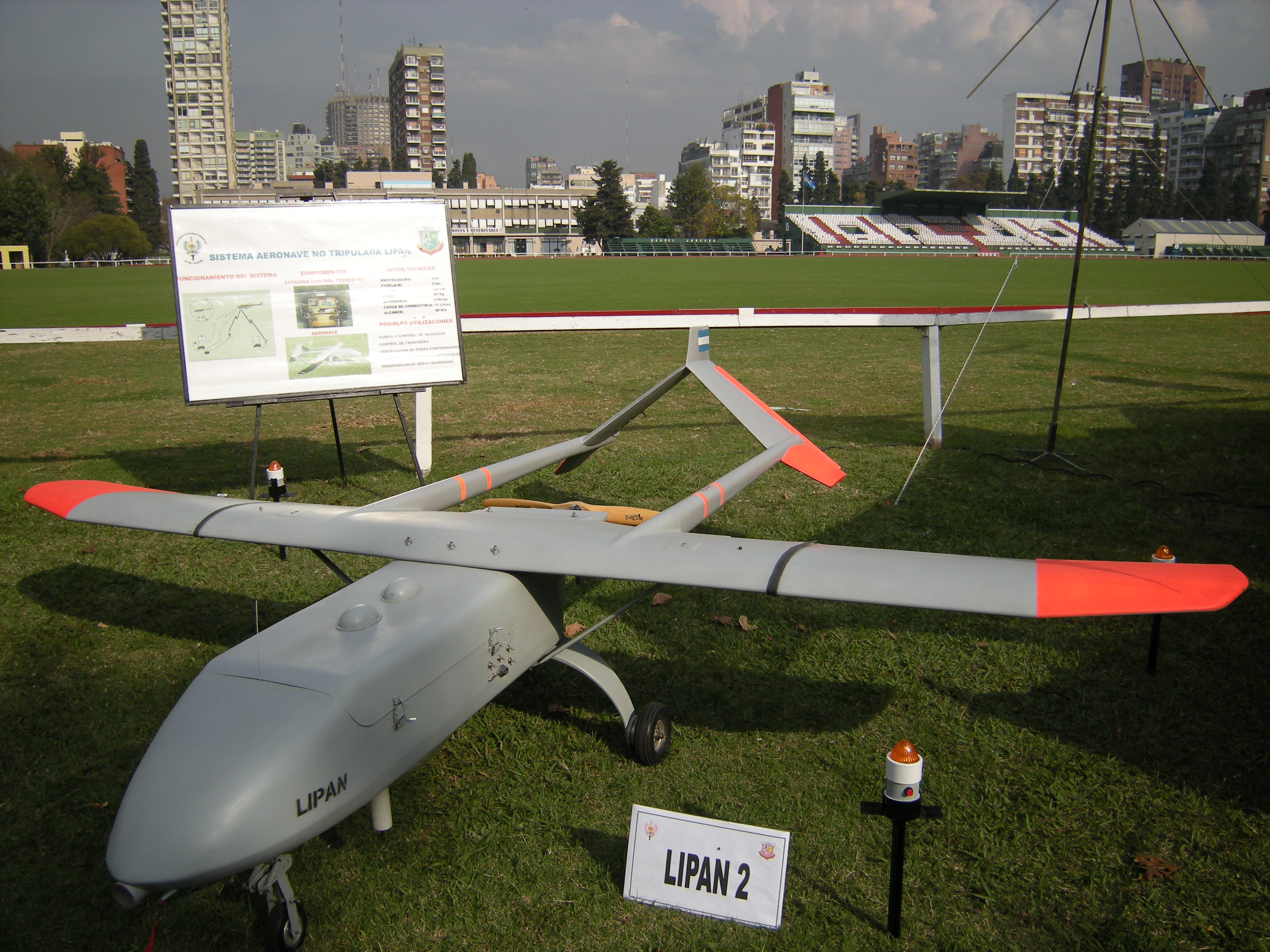
Un Lipán M3 del Ejército Argentino durante una exposición.

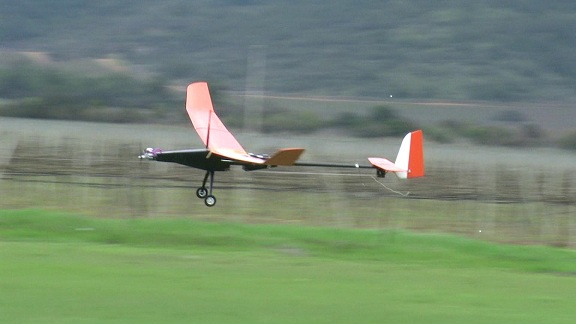
MUAV Stardust II, desarrollado utilizando normas SUAS ARC FAA.

### Primeros drones
El primer uso registrado de un vehículo aéreo no tripulado con fin militar tuvo lugar en julio de 1849, con un globo portador (el precursor del portaaviones) en el primer uso ofensivo del poder aéreo en la aviación naval. Las fuerzas austriacas que asediaban Venecia intentaron lanzar unos 200 globos incendiarios contra la ciudad sitiada. Los globos fueron lanzados principalmente desde tierra; algunos también fueron lanzados desde el barco austriaco SMS Vulcano. Al menos una bomba cayó en la ciudad; sin embargo, debido a que el viento cambió después del lanzamiento, la mayoría de los globos no alcanzaron su objetivo, y algunos volvieron a la deriva sobre las líneas austriacas y el barco de lanzamiento Vulcano.
El ingeniero español Leonardo Torres Quevedo introdujo un sistema de control basado en la radio llamado "Telekino" en la Academia de Ciencias de París en 1903 con la intención de probar un dirigible de su propio diseño sin arriesgar vidas humanas.
Los primeros intentos serios de crear VANT o UAV, denominación extendida en el campo militar, tal y como hoy los conocemos, comienzan durante el desarrollo de la Primera Guerra Mundial, entre los años 1914 y 1918, destacando los siguientes:
- 1916: A finales de este año se construye en el Reino Unido por el capitán A.H Low el “Aerial Target”, un vehículo aéreo no tripulado controlado por radio desde tierra que pretendía servir como blanco aéreo de entrenamiento y como defensa contra los Zepelines.
- 1917: En este año se desarrolla el conocido como “Torpedo Aéreo Kettering (Kettering Bug)” por Charles F. Kettering de la General Motors, con los controles de Elmer Sperry y su hijo Lawrence Sperry.

### Segunda Guerra Mundial

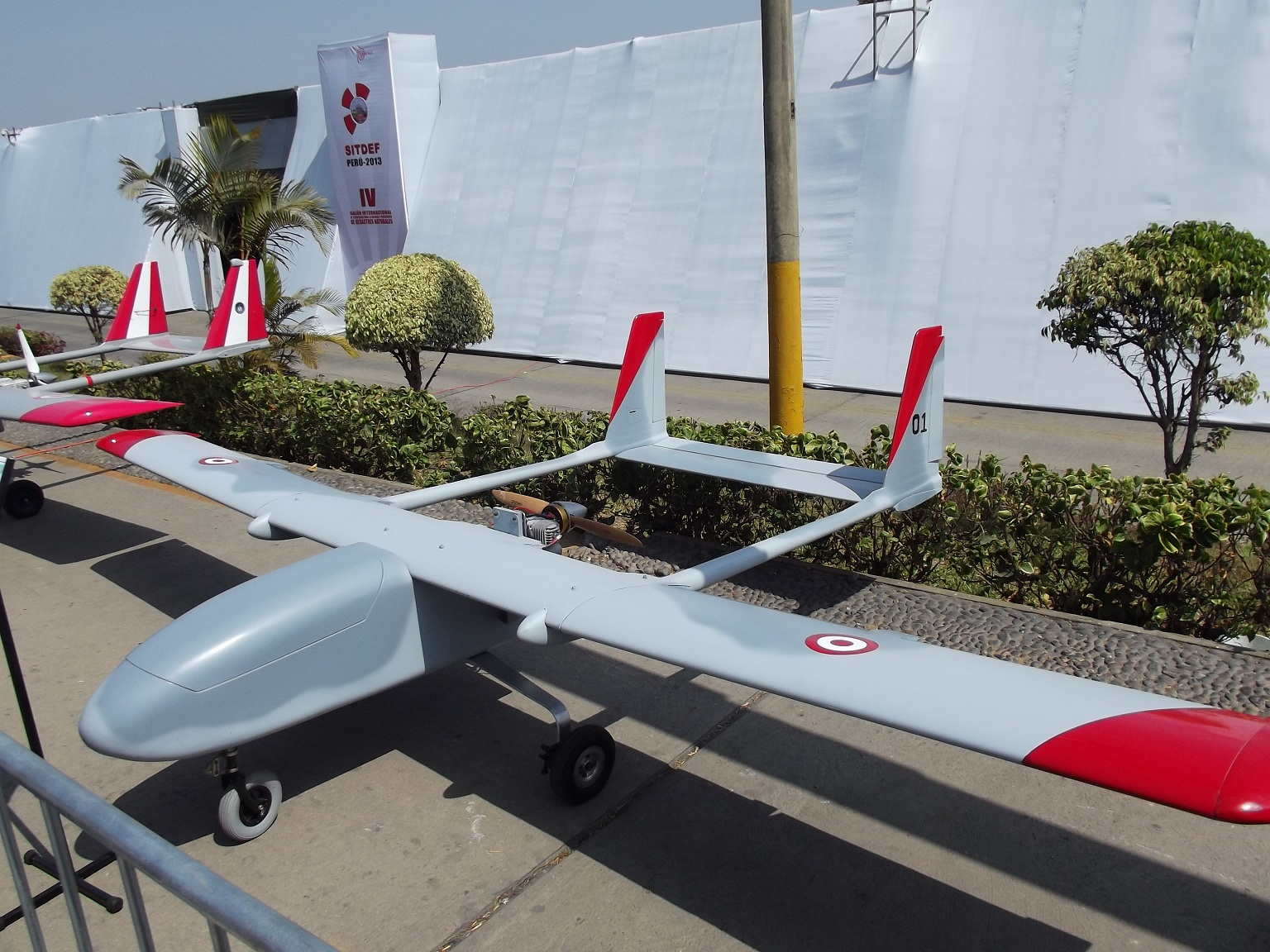
Sistema aéreo no tripulado UAS versión 2, desarrollado por la Fuerza Aérea del Perú.

Posteriormente se emplearon durante la Segunda Guerra Mundial para entrenar a los operarios de los cañones antiaéreos. Sin embargo, no es hasta finales del siglo XX cuando operan los VANT mediante radio control con todas las características de autonomía.
Los VANT han demostrado sobradamente en diferentes escenarios y, especialmente en la guerra del Golfo y en la guerra de Bosnia, su gran potencial. En cuanto a la obtención, manejo y transmisión de la información, gracias a la aplicación de nuevas técnicas de protección de la misma (guerra electrónica, criptografía) resulta posible conseguir comunicaciones más seguras, más difíciles de detectar e interferir.

### Periodo posguerra
Después de la Segunda Guerra Mundial, el desarrollo continuó en vehículos como el JB-4 estadounidense (que utilizaba guía por televisión/radio comando), el GAF Jindivik australiano y el Teledyne Ryan Firebee I de 1951, mientras que empresas como Beechcraft ofrecieron su modelo 1001 para la Marina estadounidense en 1955. Sin embargo, fueron poco más que aviones teledirigidos hasta la guerra de Vietnam. En 1959, las Fuerzas Aéreas estadounidenses, preocupadas por la pérdida de pilotos sobre territorio hostil, comenzaron a planificar el uso de aviones sin tripulación. La planificación se intensificó después de que la Unión Soviética derribara un U-2 en 1960. A los pocos días, se inició un programa de vehículos aéreos no tripulados de alto nivel bajo el nombre en clave de "Red Wagon". El enfrentamiento de agosto de 1964 en el Golfo de Tonkín entre unidades navales de EE. UU. y la Armada de Vietnam del Norte puso en marcha los vehículos aéreos no tripulados de EE. UU. (Ryan Model 147, Ryan AQM-91 Firefly, Lockheed D-21) en sus primeras misiones de combate de la guerra de Vietnam.
Durante la Guerra de Desgaste (1967-1970) en Oriente Medio, la inteligencia israelí probó los primeros UAV tácticos instalados con cámaras de reconocimiento, que devolvieron con éxito fotos del otro lado del Canal de Suez. Esta fue la primera vez que se desarrollaron y probaron en combate UAV tácticos que podían lanzarse y aterrizar en cualquier pista corta (a diferencia de los UAV más pesados basados en aviones).
En la guerra del Yom Kippur de 1973, Israel utilizó los UAV como señuelos para incitar a las fuerzas contrarias a desperdiciar costosos misiles antiaéreos. Después de la guerra de Yom Kipur de 1973, algunas personas clave del equipo que desarrolló este primer UAV se unieron a una pequeña empresa emergente que pretendía desarrollar UAV en un producto comercial, que finalmente fue adquirida por Tadiran y que condujo al desarrollo del primer UAV israelí.
En 1973, el ejército estadounidense confirmó oficialmente que había estado utilizando vehículos aéreos no tripulados en el sudeste asiático (Vietnam). Más de 5.000 aviadores estadounidenses murieron y más de 1.000 desaparecieron o fueron capturados. La 100.ª Ala de Reconocimiento Estratégico de la USAF voló unas 3435 misiones con UAV durante la guerra con un coste de unos 554 UAV perdidos por todas las causas. En palabras del General de la USAF George S. Brown, Comandante del Mando de Sistemas de la Fuerza Aérea, en 1972, "La única razón por la que necesitamos (los UAV) es que no queremos gastar innecesariamente al hombre en la cabina". Más tarde, ese mismo año, el general John C. Meyer, comandante en jefe del Mando Aéreo Estratégico, declaró: "dejamos que el dron realice los vuelos de alto riesgo... el índice de pérdidas es alto, pero estamos dispuestos a arriesgar más... ¡salvan vidas!".
Durante la guerra de Yom Kipur de 1973, las baterías de misiles tierra-aire suministradas por los soviéticos en Egipto y Siria causaron graves daños a los aviones de combate israelíes. Como resultado, Israel desarrolló el IAI Scout como el primer UAV con vigilancia en tiempo real. Las imágenes y los señuelos de radar proporcionados por estos UAV ayudaron a Israel a neutralizar completamente las defensas aéreas sirias al comienzo de la Guerra del Líbano de 1982, lo que hizo que ningún piloto fuera derribado. En Israel, en 1987, los vehículos aéreos no tripulados se utilizaron por primera vez como prueba de concepto de super-agilidad, vuelo controlado después de la parada en simulaciones de vuelo de combate que implicaban un control de vuelo tridimensional con vectorización de empuje y dirección a chorro sin cola, basado en la tecnología de sigilo.

### VANT modernos
Con la maduración y miniaturización de las tecnologías aplicables en las décadas de 1980 y 1990, el interés por los vehículos aéreos no tripulados aumentó en las altas esferas del ejército estadounidense. En la década de 1990, el Departamento de Defensa de Estados Unidos otorgó un contrato a AAI Corporation junto con la empresa israelí Malat. La Armada estadounidense compró el UAV Pioneer de AAI que desarrollaron conjuntamente AAI y Malat. Muchos de estos UAVs entraron en servicio en la guerra del Golfo de 1991. Los UAVs demostraron la posibilidad de crear máquinas de combate más baratas y capaces, desplegadas sin riesgo para las tripulaciones. Las primeras generaciones eran principalmente aviones de vigilancia, pero algunos llevaban armamento, como el General Atomics MQ-1 Predator, que lanzaba misiles aire-tierra AGM-114 Hellfire.
CAPECON, un proyecto de la Unión Europea para el desarrollo de vehículos aéreos no tripulados, funcionó desde el 1 de mayo de 2002 hasta el 31 de diciembre de 2005.
En 2012, la Fuerza Aérea de los Estados Unidos (USAF) empleaba 7.494 UAV, es decir, casi uno de cada tres aviones de la USAF. La Agencia Central de Inteligencia también operaba UAV En 2013, al menos 50 países utilizaban UAV. China, Irán, Israel, Pakistán y Turquía, entre otros, diseñaron y construyeron sus propias variedades. El uso de drones ha seguido aumentando. Debido a su amplia proliferación, no existe una lista completa de sistemas de vehículos aéreos no tripulados.
El desarrollo de tecnologías inteligentes y la mejora de los sistemas de alimentación eléctrica han provocado un aumento paralelo del uso de drones para actividades de consumo y de aviación general. A partir de 2021, los drones cuadricópteros ejemplifican la amplia popularidad de las aeronaves de radiocontrol y de los juguetes para aficionados, sin embargo, el uso de los UAV en la aviación comercial y general está limitado por la falta de autonomía[aclaración necesaria] y por los nuevos entornos normativos que exigen el contacto en línea de visión con el piloto.
En 2020 un dron Kargu 2 cazó y atacó un objetivo humano en Libia, según un informe del Grupo de Expertos del Consejo de Seguridad de la ONU sobre Libia, publicado en marzo de 2021. Esta puede haber sido la primera vez que un robot asesino autónomo armado con armamento letal atacó a seres humanos.
La tecnología superior de los drones desempeñó un papel en los éxitos de Azerbaiyán en la guerra de Nagorno-Karabaj de 2020 contra Armenia.
Los vehículos aéreos no tripulados también se utilizan en las misiones de la NASA. Se está desarrollando la nave espacial Dragonfly, cuyo objetivo es alcanzar y examinar la luna de Saturno, Titán. Su objetivo principal es recorrer la superficie, ampliando la cantidad de área a investigar previamente vista por los Landers. Como vehículo aéreo no tripulado, Dragonfly permite examinar diversos tipos de suelo. El lanzamiento del dron está previsto para 2027, y se estima que tardará unos siete años más en llegar al sistema de Saturno.

### Drones Shark
La fabricación nacional de drones Shark por parte de Ucrania en 2025 le permitió grandes avances en la guerra con Rusia al destruir su radar nevo SV, este dron de exploración puede permanecer más de seis horas de vuelo y ser manipulado a 100 km de distancia.

## Ventajas
- Posibilidad de uso en áreas de alto riesgo o de difícil acceso.
- No requiere la actuación de pilotos en la zona de combate.
- Favorece el sector industrial al poder ser utilizado en procesos productivos, fomentando la capacitación y diversos usos innovación.[28]

## Desventajas
Pueden clasificarse de la siguiente manera:
- Técnicas
- Éticas
- Económicas

### Desventajas técnicas
- El enlace vía satélite puede ser hackeado en tiempo de guerra y de esta forma, romperse el canal de comunicaciones entre el operador en tierra y el VANT e interceptar sus datos, como ocurrió en Irak y Afganistán, cuando los insurgentes accedieron a los VANT mediante el SkyGrabber,[29] un programa para uso doméstico cuyo coste era de 25 dólares estadounidenses, o introducir un virus para inutilizarlos, igual que en octubre de 2011 cuando la flota de predators fue inmovilizada por el ataque de un virus informático.[30]
- Retraso entre la emisión de instrucciones y su recepción, para su proceso y ejecución, lo que en condiciones críticas puede ser fatal para la aeronave.
- Influencia en su funcionamiento por los fenómenos físicos, como la actividad solar, mal tiempo, tormentas de rayos, la cual produce cambios en la ionosfera.
- Capacidad de vuelo limitada por el tipo de combustible, fuente de energía, tamaño, alcance y su sistema de navegación.

### Desventajas éticas
- La posibilidad de que la inteligencia artificial del UAV pudiera determinar por sí misma los objetivos a atacar.
- La insensibilidad sobre las consecuencias de la guerra, al mantenerse a distancia de los conflictos.
- Su comercialización no controlada, pudiendo ser adquiridos por personas o grupos de dudosa ética.[31]
- Algunas personas pueden ser grabadas y fotografiadas de forma ilegal, tanto en espacios privados como públicos, constituyendo tal motivo una seria amenaza a la inviolabilidad de la privacidad personal.

Considerando las implicaciones éticas, en diferentes foros internacionales se ha abordado cómo avanzar en el compromiso que deben asumir fabricantes, gobiernos y usuarios para hacer un uso racional de los VANT, por ejemplo, en el 2014 el educador mexicano Abel Pérez Rojas propuso el Día Internacional por el Control Efectivo del uso de Drones.

### Desventajas económicas
- El alto coste de su adquisición y mantenimiento de algunos (30 veces superior a su equivalente tripulado) dificulta enormemente su uso civil, para empresas privadas y compañías, por ser un diseño relativamente nuevo en el desarrollo de la tecnología, ya que un helicóptero tripulado Eurocopter EC120 Colibri cuesta 1,4 millones de dólares, mientras que el sistema MQ-8B Fire Scout, el más grande de su tipo para uso experimental en portaaviones, tiene un coste aproximado de 50 millones,[33] entre el aparato, la estación de control y el enlace por satélite.[34]

El mantenimiento de estos aparatos no es menor; en junio de 2011 la Oficina de Aduanas y Protección Fronteriza de los Estados Unidos puso en marcha dos programas de vigilancia: uno no tripulado, basado en el RQ-9 Reaper y otro tripulado, en una avioneta Cessna.
Los reaper volaron 10 000 horas, lo que condujo a la detención de 4865 indocumentados y 238 traficantes de drogas. Esto supuso el 1,5 % del número total de inmigrantes ilegales capturados en el mismo período de tiempo (327 577) con un coste de 3600 dólares por hora, calculado a 7054 dólares para cada inmigrante ilegal o traficante de drogas capturado, mientras que la avioneta tripulada equipada con un sensor de infrarrojos (FLIR) adquirida y operada por 1,2 millones de dólares, obtuvo la detención de 6500 a 8000 extranjeros indocumentados y la incautación de 54 millones de dólares en marihuana. Esos números calculan un costo por extranjero ilegal para la avioneta tripulada Cessna de 230 dólares por extranjero, frente a los 7054 dólares del Reaper.
Estos hechos hacen que no se hayan usado hasta ahora en misiones civiles. Aunque para el uso militar, un avión no tripulado es más barato que un avión tripulado militar, para el uso civil han sido autorizados para hacerlo.

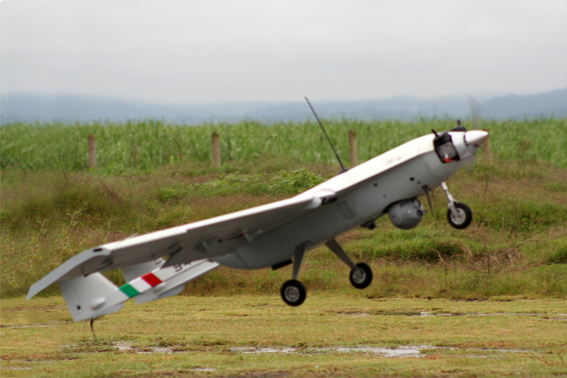
S4 Ehécatl mexicano en despegue.

## Clasificación

### Misión
- Blanco: sirven para simular aviones o ataques enemigos en los sistemas de defensa de tierra o aire.
- Reconocimiento aéreo: enviando información militar. Entre estos destacan los MAV (Micro unmanned Aerial Vehicle) de tipo avión o helicóptero.
- Combate (UCAV): para combatir y llevar a cabo misiones que suelen ser muy peligrosas.
- Logística militar: diseñados para llevar carga.
- Investigación y desarrollo: en ellos se prueban e investigan los sistemas en desarrollo.
- UAV comerciales y civiles; son diseñados para propósitos civiles, realizar filmaciones,[38] tomar imágenes y purificar el aire (ZED CORP).

### Altitud
- Handheld: unos 2000 pies de altitud, 600 metros y unos 2 km de alcance en vuelo.[39]
- Close: unos 5000 pies de altitud, 3000 metros y hasta 10 km de alcance.
- NATO: unos 10 000 pies de altitud, hasta 50 km de alcance.
- Tactical: unos 18 000 pies de altitud, hasta 160 km de alcance.
- MALE (medium altitude, long endurance); hasta 30 000 pies de altitud y un alcance de unos 200 km.
- HALE (high altitude, long endurance): sobre 30 000 pies de altitud y alcance indeterminado.
- HYPERSONIC: alta velocidad, supersónico (Mach 1-5) o hipersónico (Mach 5+): unos 50 000 pies de altitud o altitud suborbital, alcance de 200 km.
- ORBITAL: en órbitas bajas terrestres (Mach 25+).
- CIS lunar: viaja entre la Luna y la Tierra.

### Grado de autonomía
Los drones también pueden clasificarse en función del grado de autonomía de sus operaciones de vuelo. La OACI clasifica las aeronaves sin tripulación como aeronaves pilotadas a distancia o totalmente autónomas.  Algunos vehículos aéreos no tripulados ofrecen grados intermedios de autonomía. Por ejemplo, un vehículo pilotado a distancia en la mayoría de los contextos, pero con una operación autónoma de retorno a la base. Algunos tipos de aeronaves pueden volar opcionalmente tripuladas o como vehículos aéreos no tripulados, lo que puede incluir aeronaves tripuladas transformadas en vehículos aéreos no tripulados u opcionalmente pilotados (OPV).

### Peso
En función de su peso, los drones pueden clasificarse en cinco categorías: nano (con un peso de hasta 250 g), microvehículos aéreos (MAV) (250 g - 2 kg), vehículos aéreos no tripulados en miniatura o pequeños (SUAV) (2-25 kg), medianos (25-150 kg) y grandes (más de 150 kg).

## Usos

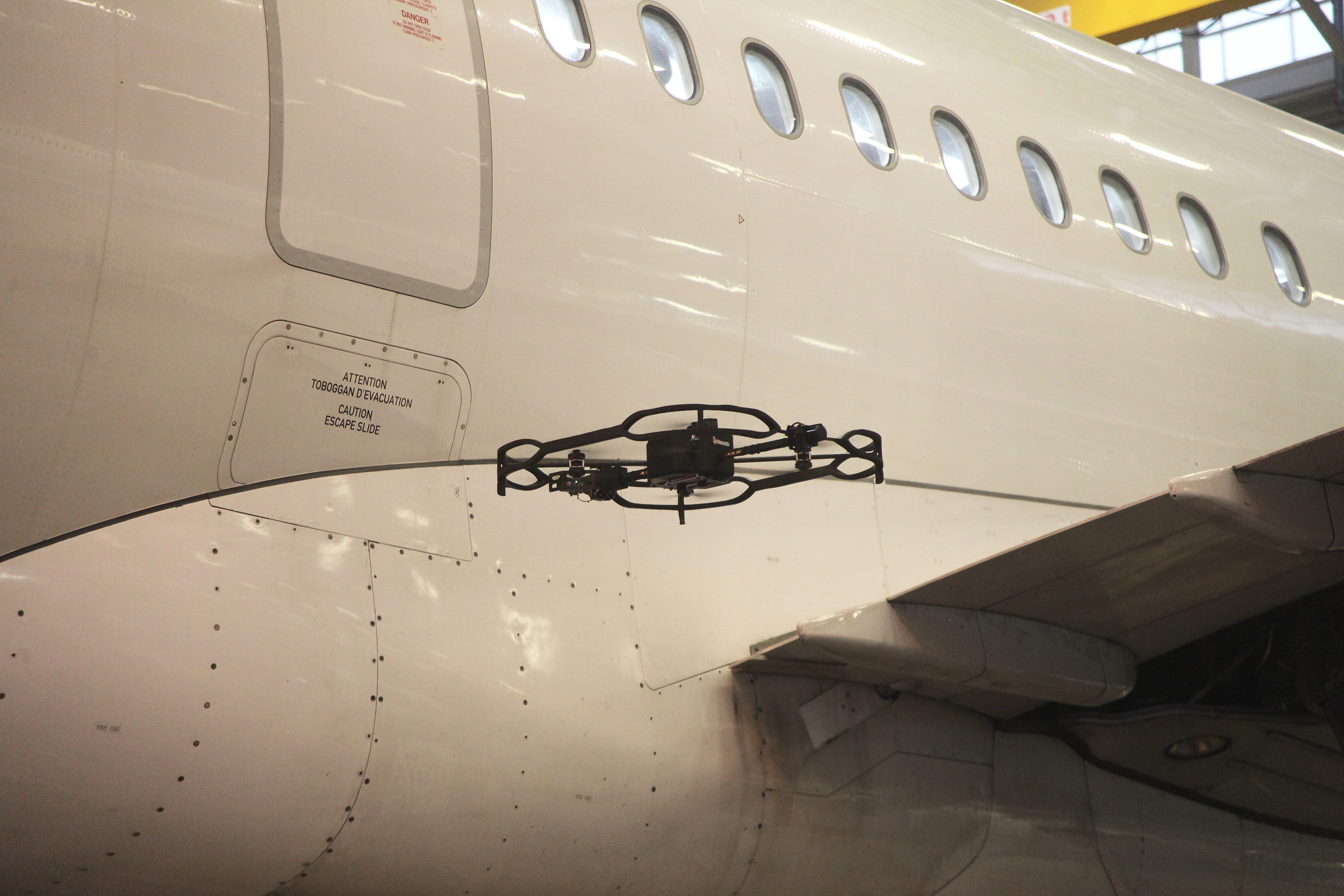
Con la robotización del mantenimiento aeronáutico, se utilizan VANTs automatizados para inspección, como aquí el de Donecle.

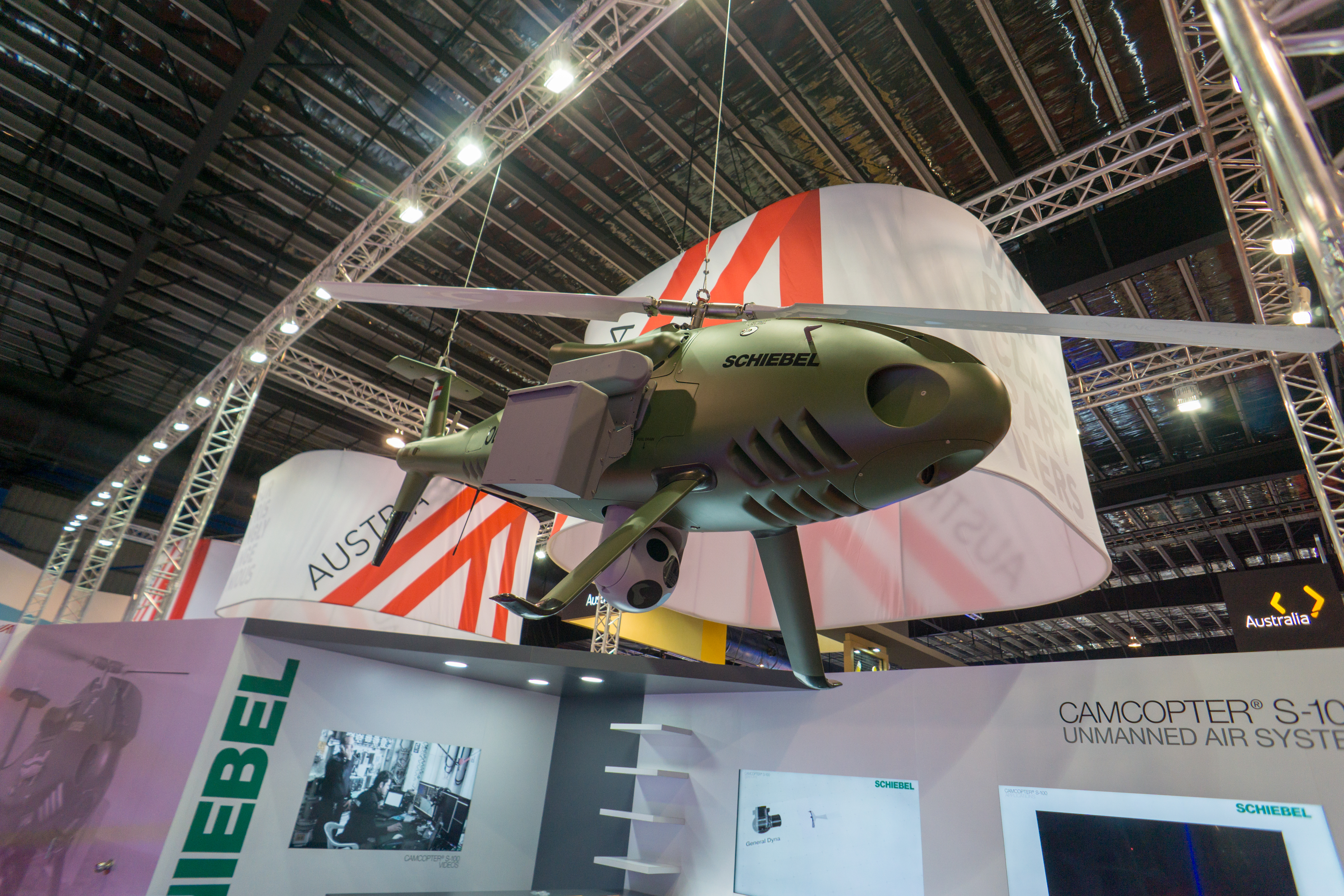
Dron helicóptero Camcopter S-100 en versión dron de transporte con carga adicional y bola optrónica de reconocimiento aéreo

- Eventos: recitales, desfiles de moda y hasta protestas, son captados por estos minihelicópteros que tienen la ventaja de poder volar más bajo y más cerca de la gente que un helicóptero real y tienen muchas más posibilidades de maniobra que un brazo de grúa.
- Búsqueda de personas, ya que la posibilidad de volar a poca altura, portando una cámara de alta resolución que transmite en tiempo real, permite el reconocimiento inmediato de personas perdidas en bosques o montañas. El 18 de enero de 2018 se registró el primer rescate basado en drones, en Lennox Head, Australia: dos nadadores recibieron en minutos un dispositivo flotante de parte de un dron pilotado desde la costa.[42]
- Rescate y salvamento en playas. La utilización de drones de rescate se ha convertido en una tendencia, ya que permiten la vigilancia y prevención de ahogamientos. Los drones de rescate en medios acuáticos refuerzan y optimizan las labores de salvamento de los equipos de rescate y socorrismo en las playas. Poseen una detección visual inteligente capaz de observar objetos en tiempo real, enviar señales de emergencia y hacer una entrega guiada de uno o dos chalecos salvavidas autoinflables.[43]
- Control fiscal y la vigilancia fronteriza; España comenzará a utilizarlos a través de la Guardia Civil, para controlar los trayectos marítimos. Y Estados Unidos está evaluando su uso para controlar la frontera mexicana.
- Uso militar o policial
- Control de incendios forestales.
- Investigaciones arqueológicas.
- Fines geológicos.
- Uso como satélites.
- Uso para diversión.[44]
- Uso en agronomía.[45]
- IVT - Inspección Visual Tecnologizada
- Uso en espectáculos publicitarios o de entretenimiento.

## Aplicaciones

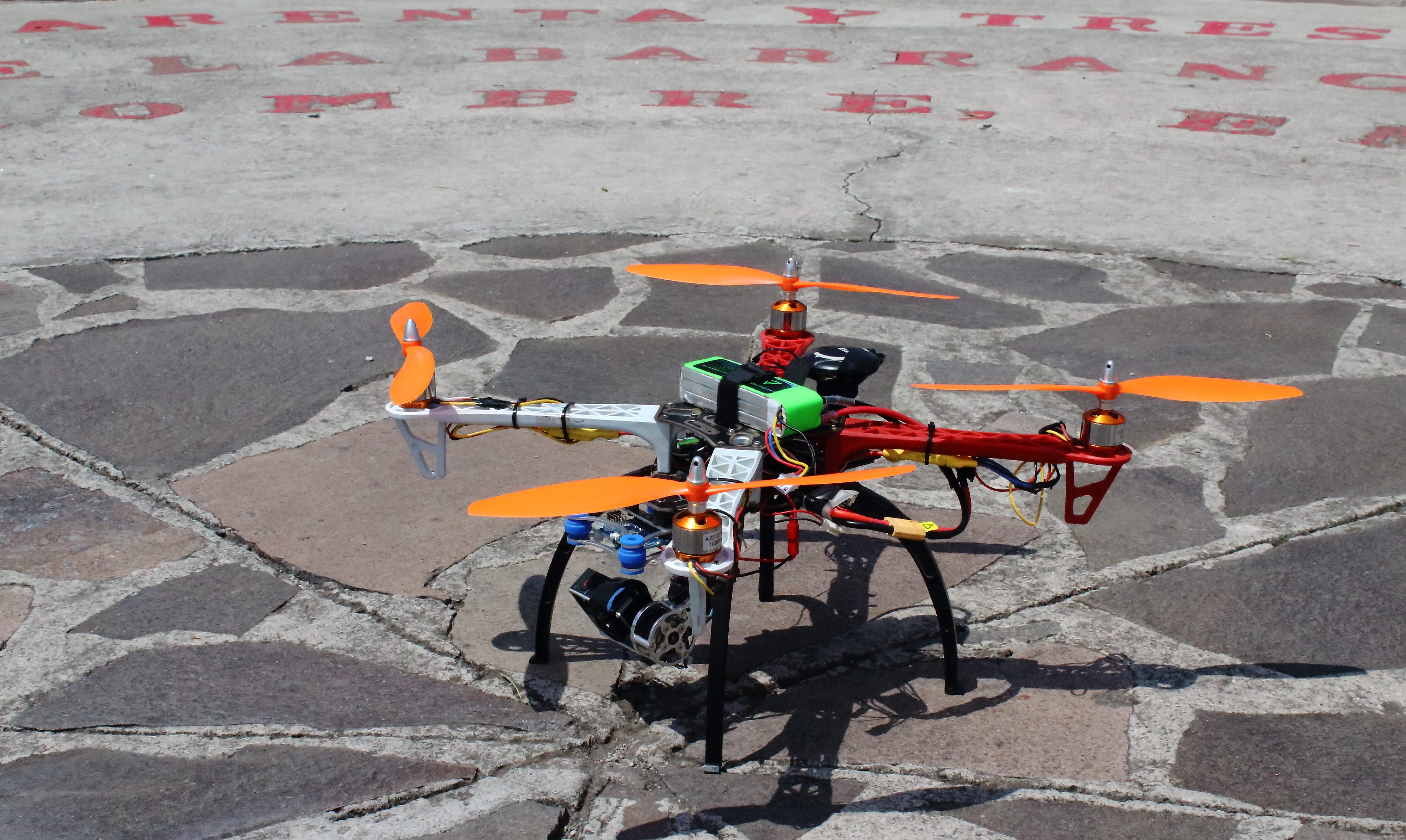
Dron comercial usado para hacer videos y fotografías en lugares históricos de México.

En los últimos años, los drones autónomos han empezado a transformar varios ámbitos de aplicación, ya que pueden volar más allá de la línea de visión (BVLOS) al tiempo que maximizan la producción, reducen los costes y los riesgos, garantizan la seguridad de las instalaciones, la protección y el cumplimiento de la normativa, y protegen a la mano de obra humana en tiempos de pandemia. También pueden utilizarse para misiones relacionadas con el consumo, como la entrega de paquetes, tal y como demuestra Amazon Prime Air, y las entregas críticas de suministros sanitarios.
Se pueden aplicar en ambientes de alta toxicidad química y radiológicos, en desastres tipo Chernóbil, en los que sea necesario tomar muestras con alto peligro de vidas humanas y realizar tareas de control del medio ambiente. Las aeronaves cumplen con las normas regulatorias establecidas en el Tratado de Cielos Abiertos de 1992 que permiten los vuelos de VANT sobre todo el espacio aéreo de sus signatarios. Además, pueden cooperar en misiones de control del narcotráfico y contra el terrorismo. También podrían grabar vídeos de alta calidad para ser empleados como medios de prueba en un juicio internacional.
Los UAV tienen múltiples aplicaciones y posibilidades en el mercado civil y profesional:
- Internet: distribución de señal gratuita de internet.[50]
- Cartografía: realización de ortofotomapas y de modelos de elevaciones del terreno de alta resolución.
- Monitorización de instalaciones.[51]
- Transporte y entrega de mercancías.[52][53][54]
- Taxi aéreo para el transporte de personas[55]
- Agricultura: gestión de cultivos y fumigación aérea de precisión  sin riesgo para las personas
- Cine y deportes extremos.
- Servicios forestales: seguimiento de las áreas boscosas, control de incendios.
- Búsqueda, rescate y salvamento de personas, en los ámbitos de la seguridad ciudadana[56][57]

- Seguimientos de animales en su medio natural.[58]
- Detección de especies invasoras, como el pino.[59]

- Auditoría de siniestros.
- Purificar el aire mediante procesos de filtrado
- También se emplea en variados usos, aprovechando la ventaja de que la duración máxima de vuelo solo es limitada por su combustible y por su sistema de vuelo, sin las limitaciones correspondientes a disponer de tripulación humana.[60]

## Legislación

### Normativa en Argentina
En Argentina, la Administración Nacional de Aviación Civil (ANAC), promulgó la Resolución n°527/2015, con fecha 10/07/2015, que regula la utilización de los Vehículos Aéreos No Tripulados ((VANT))en el ámbito de la República.

### Normativa en Chile
Los drones en este país están regulados por la DGAC, la Dirección General de Aeronáutica Civil, siendo la primera en Latinoamérica en regular su uso en los sectores poblados y de aglomeración de personas. 
Desde hace años los drones en Chile, han ido cambiando en su uso, con la llegada de Dji en tiendas autorizadas por ellos, como DroneStore. Podemos encontrar drones para principiantes, profesionales e industriales.
Es por esto, que la regulación de RPAS ha ido siendo mayor al paso del tiempo, con regulaciones como la DAN 151, que entró en videncia el 10 de abril de 2015, también está la Dan 91, que regula su uso en lugares poblados, como ciudades o pueblos, que se estableció en junio de 2013.
Existen exigencias para volar drones sobre lugares poblados como contar con paracaídas, registrar el drone ante la Autoridad Aeronáutica, además de contar con una credencial de piloto, previo examen ante la DGAC, y finalmente contar con un permiso de vuelo adecuado.

### Legislación en la Unión Europea
Los drones están regulados por los Reglamentos (UE) 2019/947 y (UE) 2019/945.
Uno de los mayores obstáculos para el desarrollo de la industria dron ha sido la falta de confianza en las aeronaves. Sin un sistema de certificación en vigor, no había modo de asegurar que las aeronaves cumplían con las especificaciones recogidas en las regulaciones nacionales y europeas.
A partir del 1 de enero de 2024, todos los drones que sobrevuelen el espacio aéreo de los Estados miembros de la Unión Europea tendrán que estar previamente certificados, con su correspondiente  etiqueta de clase. Dependiendo de la Clase obtenida (de C0 a C6, ambas incluidas), los drones podrán volar en distintos escenarios, cumpliendo con el reglamento delegado (UE) 2019/945 de la Comisión.

#### España
La nueva ley temporal que regula el uso de drones en España fue aprobada el 4 de julio de 2014. Esta nueva ley va dirigida a los drones con un peso menor de 150 kg, quedando definidas las condiciones en las que se puede emplear un dron, entre las que se encuentran: grabación, vigilancia y monitorización, revisión de infraestructuras y obtención de mapas.
Inicialmente los drones se categorizan según su masa. Los menores de 2 kg, los que tienen entre 2 kg y 25 kg y los superiores a 25 kg. A medida que aumenta la masa, su uso está más controlado. Los drones con un peso menor de 25 kg tienen una restricción por la que se prohíbe su vuelo a altitudes superiores a 120 metros. Sea cual sea su masa, es necesario tener el carné de piloto de drones para poder manejar estos vehículos con fines profesionales. Además, la aeronave deberá llevar una placa identificativa con el nombre del fabricante y los datos fiscales de la empresa.
El carné oficial para el manejo de drones no será necesario para aquellos que dispongan de un título de piloto de avión, ultraligero u otro específico. Sin embargo, los demás necesitarán pasar unos exámenes y pruebas oficiales para obtenerlo. Es importante que la escuela en la que se realice el curso sea ATO, es decir, escuelas certificadas por AESA. Además hay que tener en cuenta que hay dos cursos, uno normal y otro avanzado. El curso normal solo te habilita para volar el vehículo mientras lo tengas a la vista y el avanzado permite todo el alcance de la aeronave.
En cuanto a su uso en el espacio aéreo, si se quiere utilizar un dron es necesario pedir un permiso con una antelación de cinco días a la  AESA (Agencia Estatal de Seguridad Aérea). Es muy importante recordar que está prohibido sobrevolar núcleos urbanos o espacios con una gran masificación de gente sin el consentimiento de AESA. Por seguridad será necesario tener un manual de operaciones cumplimentado, además de un estudio de seguridad de cada una de las operaciones que se llevarán a cabo. Cualquier infracción de las normas anteriores comportaría sanciones económicas de entre 3000€ y 60 000€.
En el BOE del 29 de diciembre de 2017 se publicó la nueva Ley de Drones, que sustituye a la Ley 18/2014 y que entre algunos de sus cambios incluye los vuelos dentro de núcleos urbanos, vuelos nocturnos y vuelos en espacios aéreos controlados.
En la actualidad se sigue buscando de forma constante la manera de establecer una legislación segura y justa donde se especifique qué tipo de dron puede llevar a cabo qué actividades. Lo esencial es que los drones puedan integrarse de forma segura en el espacio aéreo y en comunidades como Andalucía se están realizando pruebas en el Centro de Vuelos Experimentales ATLAS para mejorar cuanto antes las prestaciones de estos drones que puedan de una vez por todas ser una herramienta útil, práctica y moderna al alcance de todos.

## Sostenibilidad
Los drones tienen un impacto en campos de la naturaleza como investigaciones, energías renovables, geología o la agricultura además de sustituir en muchos otros casos a otros cuerpos voladores. El hecho que la tecnología del drone vaya entrando en estos campos trae múltiples beneficios, en caso de vigilancia de zonas boscosas, áreas de cultivo, etc. La obtención de imágenes es en tiempo real, y por ser un vehículo eléctrico reduce las emisiones atmosféricas contaminantes, la capacidad de la velocidad al acudir en caso de haber un evento crítico.

Otro caso de vigilancia es cuando se refiere a la vigilancia de instalaciones o supervisión. Gracias a los drones se puede llegar a lugares donde de otras maneras sería mucho más difícil acceder, tanto en instalaciones como en zonas de la naturaleza. Se puede aplicar en instalaciones solares o eólicas y gracias a ellos se pueden sobrevolar plantas fotovoltaicas y aerogeneradores para advertir de fallos técnicos, pérdidas de material o funcionamiento incorrecto sin necesidad de mover al personal, obteniendo otra vez una mayor velocidad de respuesta, suponiendo un ahorro de tiempo y de combustible.

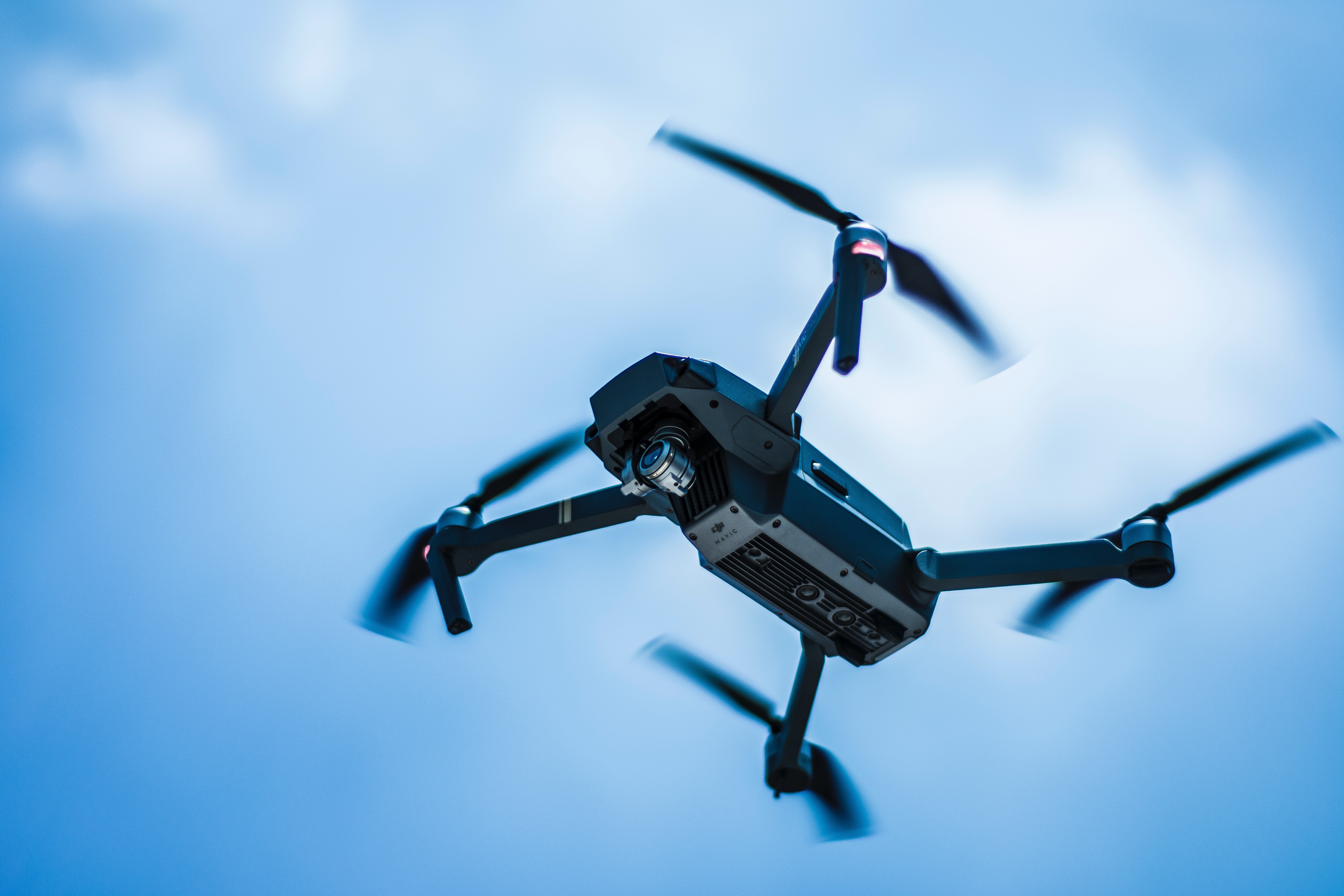
Drone en vuelo de DJI

Otro punto a favor son las condiciones en las que los trabajadores, generalmente, realizan el monitoreo, pudiendo salvar vidas al llevar el drone en vez de al operador a sitios peligrosos. También se usan para estudiar la calidad del aire y las características de la atmósfera, lo que permite obtener datos para poder elaborar estudios científicos. Otro de los casos que se han nombrado son el seguimiento de poblaciones animales, gracias a la posibilidades de hacer una supervisión más uniforme, debido a la facilidad de implementación; incluso en labores de reforestación, resultando un método más eficaz, sostenible y respetuoso con el medio ambiente. Esta capacidades suponen unas mejoras que los drones proporcionan en estos campos que no se tenían hasta su advenimiento.
Existen diferentes empresa que utilizan drones para labores de mantenimiento de plantas y seguimiento de proyectos de obras, como lograr levantamientos topográficos en obras de carreteras, o tomas de imágenes con cámaras RGB termográficas para el control de plantas fotovoltaicas.

## Drones de reparto
Los drones de entrega son vehículos autónomos (UAV) que se utilizan para transportar alimentos, medicamentos, paquetes u otros bienes.
Los primeros prototipos de vehículos aéreos no tripulados de entrega de productos se remontan al año 2012, gracias a “Tacocopter”, un nuevo concepto de entrega que repartía tacos a domicilio y funcionaba íntegramente a través de una aplicación instalada en el teléfono móvil.
Ese mismo año, un proyecto llevado a cabo en la Universidad Libre de Berlín utilizó el mismo sistema de distribución para la entrega de pizza. En el año 2013 una franquicia independiente de Domino's en Reino Unido probó el "Domicopter". También se realizaron entregas aéreas similares en India y Rusia, pero en ese momento carecían de aprobación regulatoria.
No fue hasta 2016 cuando se realizó la primera entrega a una residencia en los Estados Unidos aprobada por las FAA, gracias a un proyecto entre 7-Eleven y Flirtey. Al mes siguiente, la compañía se asoció con Domino's para lanzar el primer servicio oficial de entrega con drones comerciales.
Marriott International usó drones para entregar cócteles y bebidas a las mesas de los huéspedes en multitud de hoteles en 2017, incluido el Marriott Marquis Hotel en Chicago, Illinois. La cadena hotelera formó en 2017 una asociación con la reconocida marca de drones DJI, y utilizó los vehículos aéreos de la compañía para el reparto de bebidas en interiores.
En 2018, Jeff Bezos (CEO y fundador de Amazon) anunció los primeros prototipos de drones de reparto, pero no ha sido hasta 2020 cuando el servicio de reparto con UAVs se hace realidad y comienza a funcionar de manera efectiva en los Estados Unidos.